# Де Лег, Доминик
Доминик де Лег (фр. Dominique de Legge) — французский политик, сенатор от департамента Иль и Вилен.

## Биография
Родился 18 февраля 1952 года в Ле-Пертре (департамент Иль и Вилен). Технический советник мэра Парижа по семейным делам в начале 80-х годов, он последовательно занимается важными сферами жизнедеятельности города Парижа: социальная помощь, социальные действия и, наконец, охрана окружающей среды. В 1999 году он перешел в Междепартаментский синдикат по санитарии Парижской агломерации (SIAAP), орган, который управляет очисткой сточных вод в Париже и его пригородах. Через три года он покинул SIAAP, чтобы возглавить французскую Ассоциацию против миопатии (AFM). 17 июля 2003 года он назначается Межминистерским представителем по делам семьи при Правительстве страны и занимает этот пост до 27 февраля 2008 года. В 2007 году вышла в свет его книга La famille dans tous ses éclats, посвященная проблемам семьи и изменениям  семейных ценностей во Франции в последние десятилетия.
Политическая карьера Доминика де Лега началась в 1983 году, когда он был избран в совет своей родной коммуны Ле-Пертр. В 1995 году он стал мэром, и впоследствии еще трижды — в 2001, 2008 и 2014 годах — переизбирался на этот пост, и покинул его только в октябре 2017 года после принятия закона о невозможности совмещения мандатов. В 1998 году впервые избирается в Региональный совет Бретани, переизбирается в 2004 и 2010 годах; в 2004-2010 возглавляет оппозиционную группу партии Союз за народное движение в Региональном совете.  На региональных выборах 2010 года Доминик де Лег возглавляет список «Союза за народное движение» в департаменте Иль и Вилене и набирает 32,66% голосов во 2-м туре, что немного больше, чем в среднем по региону (32,36%), но остается исторически низким для правых в департаменте Иль и Вилен. 
В июле 2008 года он был возглавил список правых на выборах сенаторов от департамента Иль и Вилен и стал единственным правым сенатором от департамента. В июне 2014 года он вновь возглавил единый список Союза за народное движение и Союза демократов и независимых на выборах в Сенат и на этот раз список получил большинство голосов и два места. В Сенате Доминик де Лег является членом Комиссии по финансам. С 12 декабря 2008 года он также является главой отделения партии Союз за народное движение/Республиканцы в департаменте Иль и Вилен. 

## Занимаемые выборные должности
13.03.1983 — 17.06.1995 — член совета коммуны Ле-Пертр 

18.06.1995 — 12.10.2017 — мэр коммуны Ле-Пертр 

15.03.1998 — 17.04.2014 — член Регионального совета Бретани 
 
с 01.10.2008 — сенатор от департамента Иль и Вилен